# Gabinetto dei Paesi Bassi

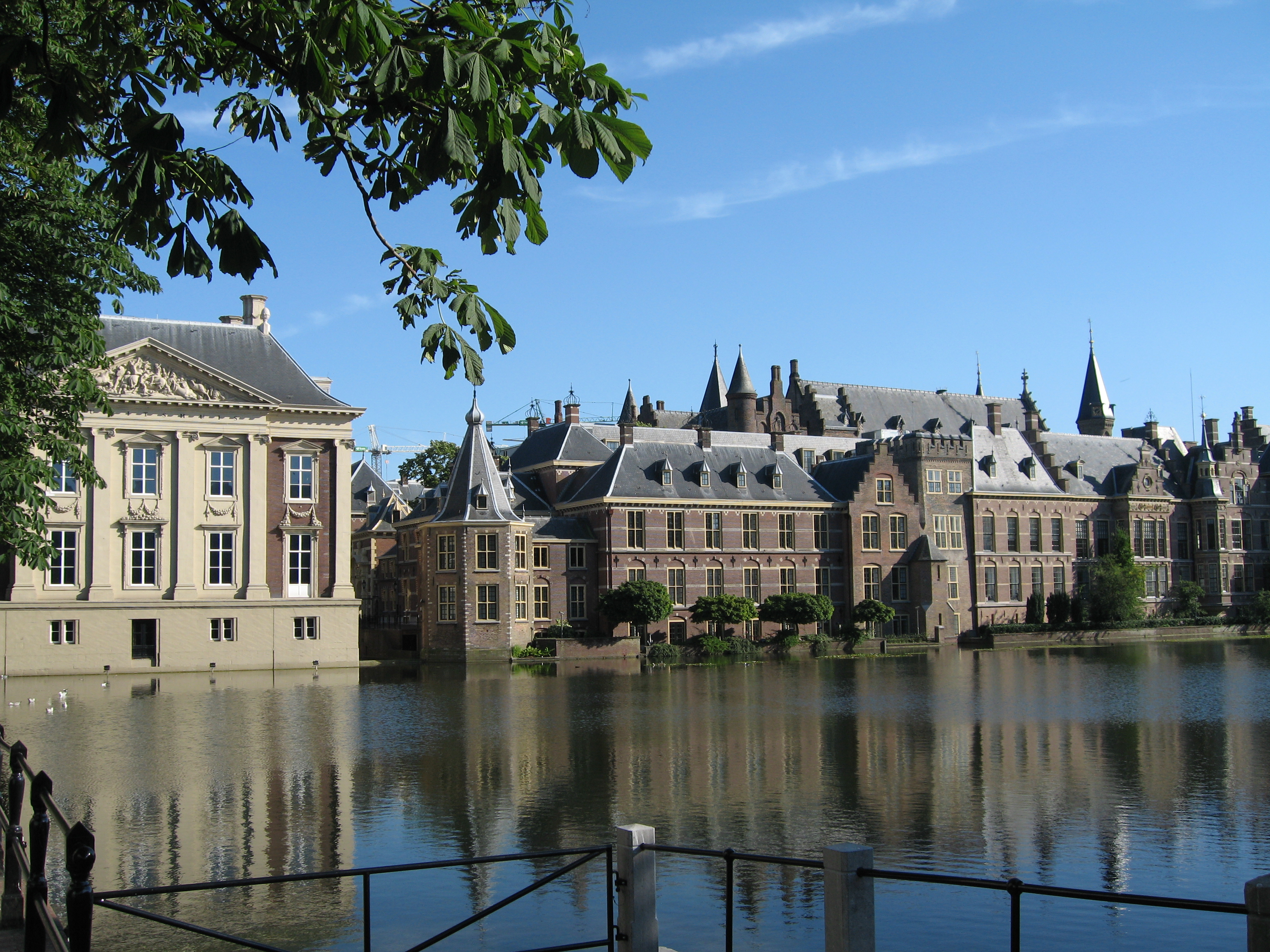
Il Binnenhof a L'Aia. Il ministero degli Affari generali, in cui il Consiglio dei ministri si riunisce ogni venerdì, è al centro.

Il Gabinetto dei Paesi Bassi (in olandese: Nederlands kabinet) è il nome collettivo dei ministri e dei segretari di stato dei Paesi Bassi non incluso nella Costituzione olandese (che prevede che il Consiglio dei ministri olandese includa solo i ministri e formi il governo dei Paesi Bassi con il re).

## Formazione
La composizione del Consiglio dei ministri, la personalità del Primo Ministro e anche la composizione dei segretari di Stato, vale a dire il Gabinetto nel suo insieme, sono determinati dai risultati delle elezioni degli Stati generali. Inoltre, un'importante differenza tra il sistema olandese e, ad esempio, il sistema britannico è che ministri e segretari di stato non possono essere deputati contemporaneamente.
Dal 1900, nessun singolo partito negli Stati generali ha ricevuto la maggioranza sufficiente per formare un governo a partito unico. Per più di un secolo, il Gabinetto è sempre stato formato da coalizioni e negoziati tra diversi partiti. Il monarca svolge sempre un ruolo importante nella formazione del gabinetto. Il re di solito incontra a porte chiuse i presidenti delle due camere e il vicepresidente del Consiglio di Stato, quindi gli "informatori" di ciascun partito politico (di solito un politico di lungo corso, un senatore o membro del Consiglio di Stato, con il sostegno di entrambi i partiti nella seconda camera, nel 2006 uno degli informatori era l'ex primo ministro, "ministro di stato" Ruud Lubbers). Il re assegna agli informatori compiti specifici per raggiungere il consenso e funge da incontro (anche in incontri faccia a faccia) con i leader dei gruppi. In caso di fallimento dei negoziati, il re può nominare un nuovo "informatore". Dopo aver concluso accordi preliminari, il re determina il "formatore" (Formateur) - il presunto candidato per l'incarico di primo ministro, che discute con i capigruppo i dettagli del Gabinetto. Il re nomina tutti i ministri e i segretari di stato con decreti separati (Koninklijk Besluit). I ministri giurano fedeltà alla Costituzione e scattano foto con il re per la fotografia di gruppo. Dopo di che il Consiglio dei Ministri propone il suo programma agli Stati generali.

## Composizione

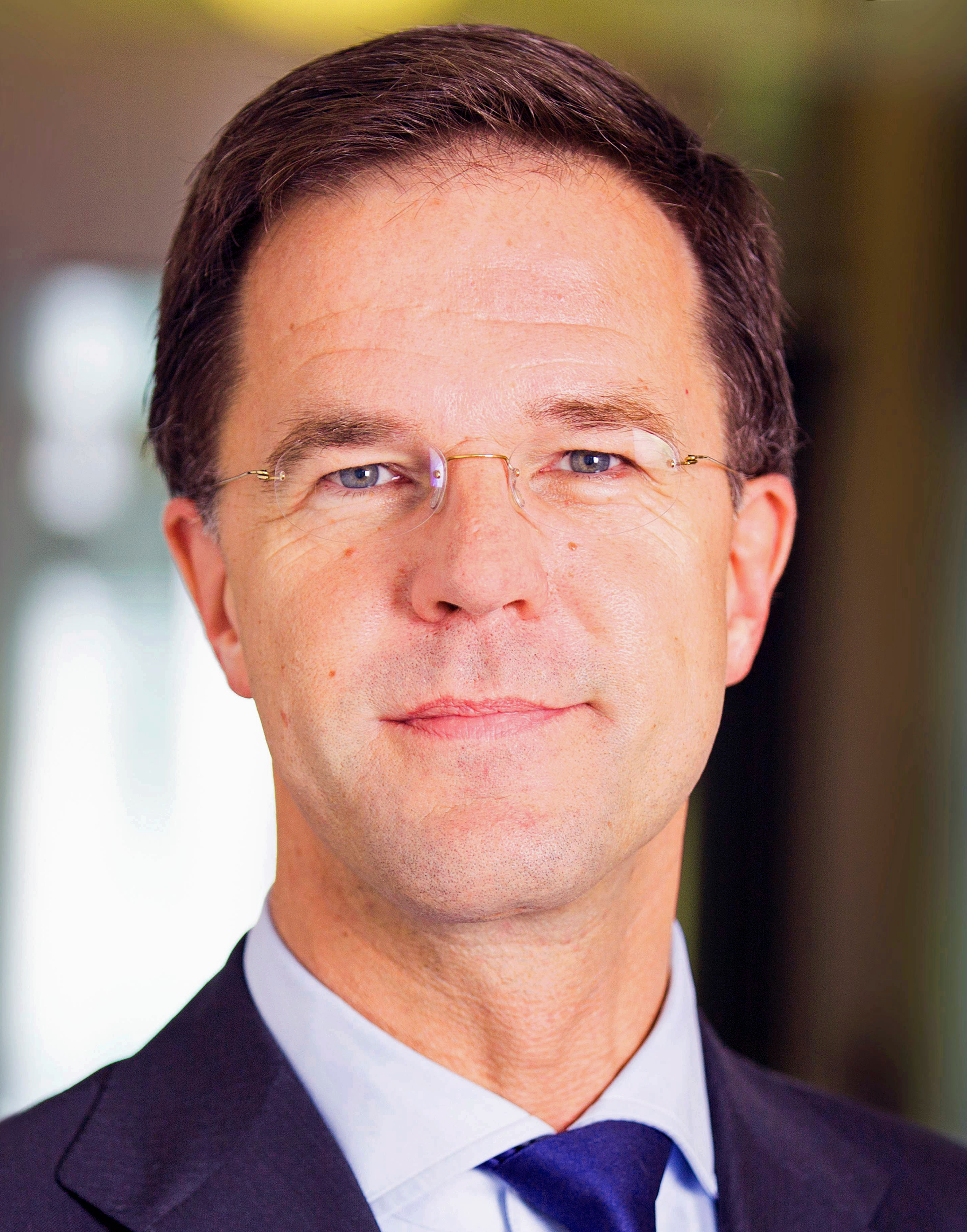
Mark Rutte attuale capo del governo dei Paesi Bassi, in carica dal 2010.

Il gabinetto è guidato dal Primo ministro (Minister-president). Vi sono tra i dodici e i sedici ministri, molti dei quali sono anche capi di specifici ministeri del governo, sebbene spesso vi siano alcuni ministri senza portafoglio che hanno aree di responsabilità all'interno di uno o più ministeri.
La maggior parte dei segretari di stato lavora con un determinato ministro e sono responsabili di parte del loro lavoro. Due segretari di Stato - per gli affari europei e il commercio estero - all'estero hanno il diritto di essere chiamati ministri e di utilizzare l'intero protocollo ministeriale, ma nei Paesi Bassi non possono partecipare a una riunione del Consiglio dei ministri senza un invito speciale.
La politica di governo è guidata dal Consiglio dei ministri, che ha il diritto di iniziativa legislativa e politica.